# Mänttä

Wappen von Mänttä

Lage von Mänttä in Finnland

Mänttä ist eine ehemalige finnische Stadt. Sie liegt in der Provinz Westfinnland und ist Teil der Landschaft Pirkanmaa.
Mänttä ist ein alter Industriestandort der holzverarbeitenden Industrie. Die Stadt stand früher in enger Verbindung mit der Familie Serlachius, deren Erbe die Stadt bis heute prägt. Heute gehören die Serlachius-Fabriken zur Metsä Group. Dem Namen Serlachius sind in der Stadt zwei Museen gewidmet.
Zum Jahresbeginn 2009 vereinigte sich Mänttä mit der Nachbargemeinde Vilppula zur Stadt Mänttä-Vilppula.

## Wappen
Beschreibung: In Rot ein aufrechter blaugezungter und blaubewehrter silberner Luchs von vier silbernen Schindeln auf beiden Seiten begleitet.

## Städtepartnerschaften
Mänttä unterhält folgende Städtepartnerschaften:
- Høyanger (Norwegen), seit 1954
- Ronneby (Schweden), seit 1954
- Aakirkeby (Dänemark), seit 1954
- Stary Oskol (Russland), seit 1988

## Söhne und Töchter der Gemeinde
- Åke Mattas (1920–1962), Maler
- Keijo Liinamaa (1929–1980), Politiker und Ministerpräsident
- Kecia Nyman (* 1941), Model
- Risto Siltanen (* 1958), Eishockeyspieler
- Pekka Koskela (* 1982), Eisschnellläufer